# 기비씨의 난
기비 씨의 난(吉備氏の乱)은 유랴쿠 천황(雄略天皇) 7년(추정 463년)에 기비노 가미쓰미치노오미 다사(吉備上道臣田狭)가 신라와 결탁해 야마토 정권에 대해 일으킨 반란이다.
'반란'이라고 돼있지만, 실제 전투 행위가 있었다고는 기록돼있지 않다.

## 개요
유랴쿠 천황 7년, 기비 가미쓰미치노 다사가 조정에서 아내인 기비 와카히메(吉備稚媛)의 미모를 자랑하고 있는 것을 들은 유랴쿠 천황이, 다사가 고쿠시로 임나에 파견을 간 새에 와카히메를 빼앗아 갔기 때문에 발생했다고 『일본서기』 제14권에 기재되어있다.
조정은 기비 가미쓰미치노 다사의 아들, 기비 가미쓰미치노 오토키미(吉備上道弟君)와 기비 아마베노 아카오(吉備海部赤尾)를 토벌에 보내고, 동시에 같은 백제에서 백제인 기술자들을 끌고와 헌상하는 임무도 있었다. 하지만 오토키미는 현지에서는 늙은 여자로 변한 구니쓰카미(国神)의 말씀을 믿고, 신라로의 길은 멀다고 생각해 진군을 주저하고, 바람과 파도를 구실로, 백제의 기술자를 오시마에 체류시킨 채로 두었다. 그러자, 아버지인 다사에게서의 사신이 나타나, 백제의 협력을 얻어 야마토 정권을 배반하라고 권했다. 이후, 오토키미는 그것을 알게 된 나라에 충성심이 강했던 아내, 구스히메(樟媛)에게 살해당했다. 구스히메와 아카오는 오시마로 향하고, 천황은 히타카노 기시 가타시와 고안젠(日鷹吉士堅磐固安銭)를 파견 보내 복명시켰다.
반란은 실패하고, 다사는 행방불명이 되었다.

## 다른 설
『일본서기』에서는 '다른 책에서 말하길' • '어떤 책에서 말하길'로 이하와 같은 다른 설도 서술하고 있다.
1. 다사의 아내는 게히메(毛媛)라고 하고, 가쓰라기씨의 다마다노 스쿠네(玉田宿禰)의 딸이며, 미인이라는 것을 천황이 들어서, 남편을 죽이고 자신의 것으로 했다.
2. 오토키미는 백제에서 귀환해 아야노테히토베(あやのてひとべ), 키누누이베(衣縫部、きぬぬいべ), 시시히토베(宍人部、ししひとべ)를 헌상했다.

요시다 아키라(吉田晶)는 이상의 다른 설 쪽이 진실성이 있고, 기비씨와 가쓰라기씨의 연합의 움직임을 유랴쿠 천황이 저해하려 했던 것은 아닐까라고 서술하고 있다. 더해서, 480년 전후의 임나(가야)의 정치적인 통일이 진행되고, 479년에 가야 국왕 하지왕이 남조의 남제에서 '보국장군'의 칭호를 얻은 것, 기비 세력이 반도에서 독자의 밀접한 교류를 진행하고 있는 것 등에도 주목할 것이라고 주장하고 있다.

## 기비 시모쓰미치노 사키쓰야의 난
이 반란과 관련성이 있는지는 불명이지만, 같은 해, 기비 본국에서도 이하와 같은 난이 발생했다.
유랴쿠 천황의 환관이었던 기비 유게베노 오조라(吉備弓削部虚空)는 일족의 기비 시모쓰미치노 사키쓰야(吉備下道前津屋)에게 잡혀서 수도로 돌아갈 수 없었다. 어떻게든 오조라의 소환에 성공한 천황은 오조라에게서 사키쓰야가 반란의 뜻을 품고 천황을 저주하는 무도한 행위를 하고 있다는 것을 알게 되었다. 천황은 모노노베(物部、もののべ)의 병사 30명을 파견해 사키쓰야의 일족을 몰살시켰다.

## 호시카와 황자의 난
이후, 와카히메는 유랴쿠 천황의 아들 호시카와노 와카미야 황자(星川稚宮皇子)를 낳고 『서기』 제15권에 의하면 유랴쿠 천황 23년 8월(추정 479년)에 유랴쿠 천황의 사후에 황자를 황위에 올리려 한 호시카와 황자의 난을 일으켰다. 기비 가미쓰미치노오미 무리는 이에 수군 40척을 이끌고 도왔지만, 황자의 패사(敗死)에 의해 되돌아갔다.

## 요인
이상의 움직임의 배경에는 거대 고분군을 축조하는 것을 가능하게 한 기비 일족의 경제력이 꽤 관련돼있다고 추정된다. 기비 일족은 이듬해에도 임나일본부(임나일본부는 존재하지 않았다는 것으로 해당 학설은 2010년에 폐기되었다)의 장군으로 기비 오나시(吉備小梨)가 활동했다고 적혀있고, 유랴쿠 천황 붕어 시에는 부하인 에조들의 반란을 기비 오시로(吉備尾代)가 평정했다고 되어있다. 유랴쿠 천황 9년의 신라와의 전쟁에서는 기노 오유미(紀小弓)을 따라가게 해, 기비 가미쓰미치노 우네메 오시아마(吉備上道采女大海)가 반도로 건너갔다. 긴메이 천황 시대에도 기비 오미가 활약하고, 상술한 기비 아마베 일족도 비다쓰 천황 시대에 걸쳐 기비 아마노 나니와(吉備海部難波) • 기비 아마노 하시마(吉備海部羽嶋)가 외교상, 중요한 역할을 하고 있다.

## 한국의 사료
『삼국사기』 '신라본기'에서도 자비 마립간과 소지 마립간의 정치의 459년에서 500년에 걸쳐 '왜'가 침입했다라는 기재가 있다.

## 참고 문헌
- 『일본서기』 (3) (4), 이와나미 문고, 1994년 - 1995년
- 『일본서기』 전현대어 번역 (상) (하), 고단샤 학술 문고, 우지타니 쓰토무(宇治谷孟): 번역, 1988년
- 『삼국사기 왜인전 외 6편』, 사에키 아리키요: 편역, 이와나미 문고, 1988년
- 『일본의 역사1 신화에서 역사로』, 이노우에 미쓰사다: 지음, 주오고론신샤, 1965년
- 『천황과 고대 왕권』, 이노우에 미쓰사다: 지음, 요시무라 다케히코(吉村武彦): 엮음, 이와나미 문고, 2000년
- 『일본의 고대 6 왕권을 둘러싼 전쟁』, 기시 도시오(岸俊男): 엮음, 주고 문고, 1996년
- 『마이니치 그래프 별책 고대사를 걷다 4 기비』, 마이니치 신문사, 1987년

## 같이 보기
- 유랴쿠 천황
- 나제동맹
- 송서
- 남제서
- 임나일본부설